# Melchior Christian Käpler
Melchior Christian Käpler (auch Melchior Christian Cäpler; * 18. Februar 1712 in Ufhoven; † 2. Februar 1793 in Ostheim vor der Rhön) war ein deutscher Forstmann.

## Leben
Käpler durchlief keine klassische Schul- und akademische Ausbildung, sondern wurde direkt für die Forstarbeit ausgebildet. 1735 wurde er als Hofjäger in Eisenach in den Dienst des Herzogs Wilhelm Heinrich von Sachsen-Eisenach aufgenommen und 1736 als Forstbedienter nach Creuzburg versetzt, bevor er im Herbst 1737 nach Ostheim vor der Rhön kam. Dort sollte er seine restlichen Dienstjahre bleiben. Insgesamt stand er 57 Jahre im Dienst der sächsischen Herzöge. Seine Leistungen wurden durch die Herzöge durch weitere Beförderungen anerkannt, so ernannte ihn Anna Amalia von Sachsen-Weimar-Eisenach am 4. Januar 1760 zum Oberförster und der junge Herzog Carl August von Sachsen-Weimar-Eisenach am 9. Februar 1776 zum Wildmeister. 
Käpler gehörte zu den ersten Forstleuten, die in ihrem Revier eine systematische Holzbewirtschaftung einführten.
Der Forstmeister Wilhelm Heinrich Käpler war sein Sohn.

## Werke (Auswahl)
- Gründliche Anleitung zu mehrerer Erkenntniß und Verbesserung des Forstwesens: aus vieljähriger Aufmerksamkeit und Erfahrung in Absicht des gemeinen Nutzens herausgegeben, Grießbach, Eisenach 1764.
- Das ganz unumstößliche Naturzeugniß der besten Abholzungs-Zeit, Hanisch, Meiningen 1775.
- Das Allernothwendigste bei denen nothwendigen Jäger-Geschäften, Meiningen 1775.
- Erläuterung einiger Säze über die Beckmannische Schriften von der Holzsaat, Wittekindt, Eisnach 1779.